# Владиславово (Журомінський повіт)
Владиславово (пол. Władysławowo) — село в Польщі, у гміні Бежунь Журомінського повіту Мазовецького воєводства.
Населення — 90 осіб (2011).
У 1975-1998 роках село належало до Цехановського воєводства.

## Демографія
Демографічна структура станом на 31 березня 2011 року:
|          | Загалом | Допрацездатний вік | Працездатний вік | Постпрацездатний вік |
| -------- | ------- | ------------------ | ---------------- | -------------------- |
| Чоловіки | 48      | 12                 | 30               | 6                    |
| Жінки    | 42      | 7                  | 24               | 11                   |
| Разом    | 90      | 19                 | 54               | 17                   |